# Tadeusz Kutrzeba
Pour les articles homonymes, voir Kutrzeba.
Tadeusz Kutrzeba, né le 15 avril 1885 à Cracovie et mort le 8 janvier 1947 à Londres, est un officier général polonais (général de division).

## Biographie
En 1920, il est chef d'état-major sur le front Nord-est.
En 1921, il est chef d'état-major de la 2e Armée. Puis, en 1926, il est second adjoint au chef d'état-major général.
De 1928 à 1935, il dirige l'École supérieure de guerre de Varsovie.
De 1935 à 1939, il exerce les fonctions d'Inspecteur général de l'Armée.
Pendant la Campagne de Pologne (1939), il exerce successivement plusieurs fonctions :
- commandant de l'Armée de Poznań
- adjoint au commandant de l'Armée de Varsovie. C'est lui qui signera la capitulation de Varsovie.

Il est capturé par les Allemands et passera toute la guerre en captivité en Allemagne, notamment à l'Oflag VII-A Murnau.
Il est décédé à Londres le 8 janvier 1947 des suites d'un cancer.

## Honneurs et récompenses
- Commandeur de l'ordre de la Virtuti Militari
- Commandeur de l'ordre Polonia Restituta
- Commandeur de l'ordre de l'Étoile de Roumanie
- Commandeur de l'ordre de la Couronne de Belgique
- Commandeur de la Légion d'honneur

## Sources
- (en) Steen Ammendorp